# Joker Fuel of Norway
El Joker Fuel of Norway (código UCI: JFN) fue un equipo ciclista profesional de categoría Continental y licencia noruega.
En septiembre de 2020 el gerente del equipo anunció su desaparición al término de la temporada debido a los problemas económicos sufridos como consecuencia de la pandemia del COVID-19.

## Sede
La sede del equipo se encuentra en Bærum, Noruega.

## Material ciclista
El equipo utiliza bicicletas Giant. Anteriormente utilizó Bianchi (2005-2010) y Mérida (2011-2013).

## Clasificaciones UCI
A partir de 2005 la UCI instauró los Circuitos Continentales UCI, donde el equipo está desde que se creó dicha categoría. Ha participado en carreras de distintos circuitos, con lo cual ha estado en las clasificaciones del UCI Europe Tour Ranking, UCI America Tour Ranking, UCI Asia Tour Ranking y UCI Africa Tour Ranking. Las clasificaciones del equipo y de su ciclista más destacado son las siguientes.

### UCI America Tour
| Temporada | Clasificación por equipos | Mejor corredor      | Posición |
| 2015      | 46.º                      | Truls Engen Korsæth | 330.º    |

### UCI Asia Tour
| Temporada | Clasificación por equipos | Mejor corredor       | Posición |
| 2009-2010 | 48.º                      | Christer Rake        | 146.º    |
| 2010-2011 | 34.º                      | Adrian Gjølberg      | 116.º    |
| 2016      | 12.º                      | Kristoffer Halvorsen | 27.º     |

### UCI Europe Tour
| Temporada | Clasificación por equipos | Mejor corredor       | Posición |
| 2005      | 79.º                      | Lars Petter Nordhaug | 354.º    |
| 2005-2006 | 32.º                      | Edvald Boasson Hagen | 21.º     |
| 2006-2007 | 22.º                      | Edvald Boasson Hagen | 5.º      |
| 2007-2008 | 67.º                      | Alexander Kristoff   | 139.º    |
| 2008-2009 | 37.º                      | Alexander Kristoff   | 97.º     |
| 2009-2010 | 63.º                      | Christer Rake        | 159.º    |
| 2010-2011 | 51.º                      | Vegard Stake Laengen | 191.º    |
| 2011-2012 | 71.º                      | Vegard Breen         | 263.º    |
| 2012-2013 | 54.º                      | Vegard Breen         | 180.º    |
| 2013-2014 | 26.º                      | Reidar Borgersen     | 37.º     |
| 2015      | 20.º                      | Vegard Stake Laengen | 56.º     |
| 2016      | 18.º                      | Kristoffer Halvorsen | 55.º     |
| 2017      | 18.º                      | Kristoffer Halvorsen | 145.º    |
| 2018      | 35.º                      | Herman Dahl          | 141.º    |
| 2019      | 75.º                      | Ole Forfang          | 599.º    |

## Palmarés
Para años anteriores véase: Palmarés del Joker Fuel of Norway.

### Palmarés 2020

#### Circuitos Continentales UCI
| Fechas     | Circuito             | Carreras                       | Ganador           |
| 6 de marzo | UCI Europe Tour 2020 | 1.ª etapa de la Vuelta a Rodas | Søren Wærenskjold |
| 8 de marzo | UCI Europe Tour 2020 | 3.ª etapa de la Vuelta a Rodas | Søren Wærenskjold |
| 8 de marzo | UCI Europe Tour 2020 | Vuelta a Rodas                 | Søren Wærenskjold |

## Plantilla
Para años anteriores véase: Plantillas del Joker Fuel of Norway.

### Plantilla 2020
| Nombre                | Nacimiento | Nacionalidad | Equipo 2019                                  |
| Håkon Aalrust         | 05/01/1998 | Noruega      | Team Coop                                    |
| Daniel Arnes          | 06/06/2000 | Noruega      | Joker Fuel of Norway                         |
| Herman Dahl           | 24/11/1993 | Noruega      | Joker Fuel of Norway                         |
| Ludvik Holstad        | 01/08/1998 | Noruega      | Joker Fuel of Norway                         |
| Ådne Holter           | 08/07/2000 | Noruega      | Uno-X Norwegian Development Team (stagiaire) |
| Øivind Lukkedahl      | 19/06/1994 | Noruega      | Joker Fuel of Norway                         |
| Sondre Midtsveen      | 11/09/1997 | Noruega      | Neoprofesional                               |
| Fridtjof Røinås       | 02/08/1994 | Noruega      | Joker Fuel of Norway                         |
| Andreas Staune-Mittet | 05/07/1998 | Noruega      | Neoprofesional                               |
| Søren Wærenskjold     | 12/03/2000 | Noruega      | Joker Fuel of Norway                         |
| Marius Wold           | 16/07/1998 | Noruega      | Neoprofesional                               |